# لائیتیتیا فیلیپ
لائیتیتیا فیلیپ (انگلیسی: Laëtitia Philippe؛ زادهٔ ۳۰ آوریل ۱۹۹۱) بازیکن فوتبال اهل فرانسه است.
از باشگاه‌هایی که در آن بازی کرده‌است می‌توان به باشگاه فوتبال زنان مون‌پلیه اشاره کرد.
وی همچنین در تیم‌های ملی فوتبال زنان فرانسه، و زنان فرانسه، و زنان فرانسه، بازی کرده‌است.